# Кристиан Паскуато
Кристиан Паскуато (Cristian Pasquato) е италиански футболист играещ за Ювентус като крило или нападател. Специалист е на прекия свободен удар.

## Клубна кариера
Присъединява се към юношескита формация на Ювентус през 2003 г. и прекарва в Примаверата 6 години. Дебютира за представителния отбор на Ювентус в последния мач за сезон 2007/2008. След това прекарва два сезона под наем в Емполи и Триестина, преди отново да се присъедини към представителния отбор на Ювентус.
На 19 юни 2014 г. се завръща в отбора на Ювентус.